# Ortoiroid
Gli Ortoiroid furono un popolo pre-colombiano di amerindi originario del sud America, provenienti dalla regione dell'Orinoco, e che si diressero verso le Antille, tra Trinidad e Tobago e Porto Rico. Il nome Ortiroid deriva da un deposito di conchiglie trovato lungo il corso del fiume Ortoire, nel sudest di Trinidad.

## Insediamenti
Originari del Sud America, da dove si diressero verso le Indie occidentali, la più antica datazione al radiocarbonio si trova a Trinidad e data al 5230 a.C.
La loro cultura si sviluppò quando migrarono verso nord e si stanziarono nei Caraibi attorno al 2000 a.C., inizialmente nelle isole delle Antille Olandesi, in particolar modo nell'isola di Saba, e successivamente nelle isole di Porto Rico, in particolar modo nell'isola di Vieques.
Grazie ai ritrovamenti degli scavi archeologici effettuati a Plum Piece sull'isola di Saba e ad Angostura in Porto Rico si stima che la loro cultura possa essere datata tra i 6.900 e i 1.800 anni fa. Nel 1990 un ulteriore scavo sull'isola di Vieques, presso Puerto Ferro, portò alla luce i resti di un essere umano che si stima possano appartenere al popolo arcaico degli Ortoiroid; tali resti furono datati intorno al 2000 a.C. Gli Ortoiroid popolarono l'isola di Porto Rico fino al IV secolo, quando furono definitivamente assorbiti da un nuovo popolo originario delle regioni dell'Orinoco, gli Igneri.
I siti più antichi a Trinidad sono il Banwari Trace e il St. John lungo il corso del fiume Oropouche, che datano almeno al 5500 a.C. Si ritiene che a quell'epoca Trinidad fosse ancora collegata alla terraferma del continente sudamericano, prima dell'innalzamento delle acque legato alla fine dell'ultima glaciazione.
La maggior parte dei siti archeologici associati agli Ortoiroid si trovano in vicinanza delle coste. A Tobago c'è almeno uno dei loro siti, in Martinica ce ne sono due mentre ad Antigua si sono rinvenuti 24 depositi di conchiglie. Gli Ortiroid si insediarono anche a Saint Kitts dal 2000 al 400 a.C.

## Culture
Nel nord sono state identificate due distinte sub culture Ortoiroid: la cultura Coroso, che fiorì tra il 1550 a.C. e il 200 d.C. e la cultura di Krum Bay, che si estese dal 1500 al 200 a.C. Le popolazioni Coroso vivevano a Portorico e il più antico loro sito conosciuto è quello di Angostura, datato a 4000 anni fa.

Gli abitatori di Krum Bay vivevano nelle Isole Vergini e la loro cultura, fiorita tra l'800 e il 225 a.C. si estese anche a Saint Thomas nelle Isole Vergini Americane.
Anche se gli Ortoiroid sono normalmente considerati i primi abitatori dell'arcipelago di Portorico, recenti rivalutazioni delle datazioni, artefatti e delle evidenze agricole suggeriscono che il quadro potrebbe essere più complesso.